# Demonul din zgârie-nori
Demonul din zgârie-nori (titlu original: Dark Tower) este un film SF americano-canadian  din 1987 regizat de Freddie Francis și Ken Wiederhorn. În rolurile principale joacă actorii Michael Moriarty, Jenny Agutter, Theodore Bikel, Carol Lynley, Kevin McCarthy și Anne Lockhart.

## Prezentare
După ce un spălător de geamuri moare pentru că a căzut de pe o clădire înaltă de birouri din Barcelona, mai multe persoane încep să investigheze cazul, inclusiv consultantul de securitate Dennis Randall (Michael Moriarty). El nu poate descoperi care este problema, dar decide să investigheze în continuare atunci când mai multe decese oribile au loc în interiorul și în jurul acestei clădiri. Investigațiile dovedesc că există o forță sinistră în spatele tuturor aceste decese, o entitate supranaturală, care nu poate fi oprită.

## Distribuție
- Michael Moriarty ca Dennis Randall
- Jenny Agutter ca Carolyn Page
- Carol Lynley ca Tilly
- Theodore Bikel ca Max Gold
- Kevin McCarthy ca Sergie
- Anne Lockhart ca Elaine
- Patch Mackenzie ca Maria
- Bob Sherman ca Williams (ca Robert Sherman)
- Ricardo Azulay ca Charlie (ca Rick Azulay)
- Ramiro Oliveros ca Joseph (ca Radmiro Oliveros)
- Jordi Batalla ca Mueller
- Jaime Ros ca Beck (as Juame Ross)
- Monica Fatjo ca Rebecca
- Juan Ramón Romani ca Philip Page
- Mara Bador ca Rebecca's Mother

## Producție
Filmările au avut loc în Spania, la Barcelona.